# Frängstjärnen (Malå socken, Lappland, 723285-166302)
Frängstjärnen är en sjö i Malå kommun i Lappland och ingår i Skellefteälvens huvudavrinningsområde.